# Дип Ривер (Онтарио)
Дип Ривер (енгл. Deep River) је градић у Канади у покрајини Онтарио. Према резултатима пописа 2011. у граду је живело 4.193 становника.

## Становништво
Према резултатима пописа становништва из 2011. у граду је живело 4.193 становника, што је за 0,5% мање у односу на попис из 2006. када је регистровано 4.216 житеља.
| 2006. | 2011. |
| ----- | ----- |
| 4.216 | 4.193 |